# Amietophrynus funereus
Amietophrynus funereus är en groddjursart som först beskrevs av Bocage 1866.  Amietophrynus funereus ingår i släktet Amietophrynus och familjen paddor. IUCN kategoriserar arten globalt som livskraftig. Inga underarter finns listade i Catalogue of Life.